# Alexandrina Bádenská
Alexandrina Bádenská (Alexandrine Luise Amalie Friederike Elisabeth Sophie; 6. prosince 1820 Karlsruhe – 20. prosince 1904 Coburg) byla sňatkem s vévodou Arnoštem II. sasko-kobursko-gothajskou vévodkyní. Narodila se jako nejstarší potomek velkovévody Leopolda I. Bádenského a jeho manželky Žofie Vilemíny Švédské.

## Manželství

### Zasnoubení
Před svým nástupem na trůn byl Alexandr II. Nikolajevič poslán do Bádenska, aby se představil jako Alexandrinin nápadník. Alexandrina už se sama považovala za jeho snoubenku, protože proběhla všechna předběžná jednání. Po cestě do Bádenska však Alexandr navštívil hesensko-darmstadtský dvůr, kde se setkal s Marií Hesenskou, se kterou se nakonec oženil namísto Alexandriny.
Na naléhání svého bratra prince Alberta si začal dědičný princ Arnošt Sasko-Kobursko-Gothajský hledat vhodnou nevěstu. Albert věřil, že manželství bude pro bratra vhodné: "V každém případě budete muset nést řetězy, a to pro Vás bude určitě dobré... Čím těžší a pevnější, tím lépe pro Vás. Manželský pár k sobě musí být připoután, musí být neoddělitelný a musí žít pouze pro sebe." S ohledem na tuto radu (ačkoli byl Albert pokárán, za to, že radí starším), začal Arnošt s hledáním.
Arnošt však onemocněl pohlavní chorobou, způsobenou četnými mileneckými poměry; Albert mu proto radil, aby se neženil, dokud nebude plně uzdraven. Varoval ho také, že by jeho pokračující promiskuita mohla vést k tomu, že nebude moci mít děti. Arnošt čekal několik let, než se oženil.
13. května 1842 se Arnošt v Karlsruhe oženil s Alexandrinou Bádenskou. Ke zděšení bratra a švagrové, královny Viktorie, se však Arnošt po svatbě "neusadil". Alexandrina všechny manželovy chyby přijala dosti vesele a začala být divoce oddaná Arnoštovi, který se stále více potýkal s okolním světem.

### Následnictví a bezdětnost
Arnošt se stal po otcově smrti v roce 1844 novým vévodou. Pár odcestoval do Windsoru na návštěvu příbuzných. Lady Eleanor Stanleyová, jedna z Viktoriiných dvorních dam, napsala své matce: 
"...vévoda není v pořádku, říkají, a rozhodně vypadá hrozně nemocně...při setkání nám však velmi zdvořile potřásl rukama a zdálo se, že je v dobré náladě z toho, že je se svým bratrem. Vévodkyně [Alexandrina] řekla lady Duoro, že byla v Ems v naději, že počne syna a dědice, ale zatím to nemělo žádný účinek; byli jsme docela pobavení, jak jednoduše to říkala, ale zdá se, že je to velmi milá a hezká osoba."
Vztah páru byl v té době slovy Charlotte Zeepvatové "tak bezmračný, jak to kdy bylo". Během cest po windsorských farmách se Alexandrina nachladila a manželé museli Anglii brzy opustit. Lady Eleanor Stanleyová to okomentovala: "[Alexandrina] byla při loučení velmi milá a všechny kolem nás zlíbala; vypadala velmi křehce, byla bílá jako prostěradlo a bylo by vhodnější, kdyby byla ve své posteli, než aby se vydala na dlouhou cestu. Loučení s královskou rodinou nebylo tak smutné, jak jsem očekávala; spousta polibků, ale žádné slzy". Královna Viktorie litovala, že musí odjet, protože Arnošta z věrnosti Albertovi milovala a Alexandrinu přijala jako sestru.
Viktorie si vybrala Arnošta jako kmotra své druhé dcery Alice a byl následně očekáván v Anglii v dubnu 1859 na její biřmování. Přestože Viktorie dychtila znovu vidět jeho manželku, a ačkoli byla na předchozí rok naplánována její návštěva, Arnošt se rozhodl, že ji nepřiveze. Bylo zřejmé, že jak se stále zmenšovaly šance na potomky, Arnošt se o svou manželku stále méně zajímal. Manželství se ukázalo jako bezdětné. Ačkoli bylo více než pravděpodobné, že chyba je na Arnoštově straně (kvůli pohlavní nemoci, kterou onemocněl před svatbou), zdálo se, že Alexandrina bez pochyb přijala, že bezdětnost je její chybou.

### Aféry
Arnošt i v manželství pokračoval ve svých četných mimomanželských poměrech. Alexandrina mu však zůstala věrnou manželkou a rozhodla se ignorovat jeho vztahy, o nichž věděla. V jednu chvíli měl Arnošt dvě milenky a žil s nimi a Alexandrinou "v neuvěřitelné domácnosti, díky které se stal pro smích všem kromě jejich rodiny". Ačkoli Viktorie Alexandrinu milovala, byla zděšena její ochotou přijmout jeho zálety: 
"Chování strýce A. je naprosto obludné a musím tetu velmi vinit. Ještě mi nepsali - ale když to udělají, budu muset psát velmi rozhodně".

## Pozdější život
Postupem let se Arnoštovo chování a způsob oblékání stále častěji stávalo terčem žertů pro mladší generace. Marie, dcera Arnoštova synovce a nástupce vévody Alfréda, později na Arnošta vzpomínala jako na "starého elegána, stlačeného do na jeho objem příliš těsných šatů, nepohodlně sevřených v pase, s cylindrem, citronově zbarvenými rukavicemi a růžovým poupětem v klopě". Arnošt Ludvík Hesenský vzpomínal, jak Alexandrina chodila za svým manželem a volala: "Arnošte, můj poklade"; to způsobilo zvláštní rozpaky u jubilea ve Windsoru v roce 1887, když manžel neteře prince Alfréda, velkokníže Sergej Alexandrovič, napodoboval Alexandrinu a volal na Arnošta Ludvíka "Arnošte, můj poklade", aniž by si uvědomil, že se vévoda blíží z druhého konce místnosti: "Viděl můj zděšený výraz a otočil se, a pak jsme oba utekli do různých místností. Vybuchl jsem smíchy, ale Sergej se po dlouhou dobu zoufale bál, jestli ho strýc slyšel".
Arnošt zemřel 22. srpna 1893 po krátké nemoci. Alexandrina manžela přežila o jedenáct let a zemřela 20. prosince 1904. Pohřbena byla ve vévodském mauzoleu Friedhof am Glockenberg v Coburgu.

## Tituly a oslovení
- 6. prosince 1820 – 13. května 1842: Její velkovévodská Výsost princezna Alexandrina Bádenská
- 13. května 1842 – 29. ledna 1844: Její velkovévodská královská Výsost dědičná princezna sasko-kobursko-gothajská
- 29. ledna 1844 – 22. srpna 1893: Její velkovévodská královská Výsost sasko-kobursko-gothajská vévodkyně
- 22. srpna 1893 – 20. prosince 1904: Její velkovévodská královská Výsost sasko-kobursko-gothajská vévodkyně vdova

## Vyznamenání
- dáma Řádu Terezy – Bavorské království
- dáma Řádu Luisina – Pruské království
- dáma Řádu královny Marie Luisy – Španělsko

## Vývod z předků
|                      |                                  |  |                   |                                           |  |  |  |  |  |  |  | Karel Vilém Bádensko-Durlašský |
|                      |                                  |  |                   |                                           |  |  |  |  |  |  |  |                                |
|                      | Fridrich Bádensko-Durlašský      |  |                   |                                           |  |  |  |  |  |  |  |                                |
|                      |                                  |  |                   |                                           |  |  |  |  |  |  |  |                                |
|                      |                                  |  |                   | Magdalena Vilemína Württemberská          |  |  |  |  |  |  |  |                                |
|                      |                                  |  |                   |                                           |  |  |  |  |  |  |  |                                |
|                      | Karel Fridrich Bádenský          |  |                   |                                           |  |  |  |  |  |  |  |                                |
|                      |                                  |  |                   |                                           |  |  |  |  |  |  |  |                                |
|                      |                                  |  |                   | Jan Vilém Friso                           |  |  |  |  |  |  |  |                                |
|                      |                                  |  |                   |                                           |  |  |  |  |  |  |  |                                |
|                      | Amálie Nasavsko-Dietzská         |  |                   |                                           |  |  |  |  |  |  |  |                                |
|                      |                                  |  |                   |                                           |  |  |  |  |  |  |  |                                |
|                      |                                  |  |                   | Marie Luisa Hesensko-Kasselská            |  |  |  |  |  |  |  |                                |
|                      |                                  |  |                   |                                           |  |  |  |  |  |  |  |                                |
|                      | Leopold I. Bádenský              |  |                   |                                           |  |  |  |  |  |  |  |                                |
|                      |                                  |  |                   |                                           |  |  |  |  |  |  |  |                                |
|                      |                                  |  |                   | Kristián Jindřich Geyer von Geyersberg    |  |  |  |  |  |  |  |                                |
|                      |                                  |  |                   |                                           |  |  |  |  |  |  |  |                                |
|                      | Ludwig Geyer von Geyersberg      |  |                   |                                           |  |  |  |  |  |  |  |                                |
|                      |                                  |  |                   |                                           |  |  |  |  |  |  |  |                                |
|                      |                                  |  |                   | Kristýna Filipa von Thümel                |  |  |  |  |  |  |  |                                |
|                      |                                  |  |                   |                                           |  |  |  |  |  |  |  |                                |
|                      | Luisa Karolina z Hochbergu       |  |                   |                                           |  |  |  |  |  |  |  |                                |
|                      |                                  |  |                   |                                           |  |  |  |  |  |  |  |                                |
|                      |                                  |  |                   | Johann Rudolf von Hedwiger, hrabě Sponeck |  |  |  |  |  |  |  |                                |
|                      |                                  |  |                   |                                           |  |  |  |  |  |  |  |                                |
|                      | Maximiliana Hedwiger von Sponeck |  |                   |                                           |  |  |  |  |  |  |  |                                |
|                      |                                  |  |                   |                                           |  |  |  |  |  |  |  |                                |
|                      |                                  |  |                   | Vilemína Luisa von Hoff                   |  |  |  |  |  |  |  |                                |
|                      |                                  |  |                   |                                           |  |  |  |  |  |  |  |                                |
| Alexandrina Bádenská |                                  |  |                   |                                           |  |  |  |  |  |  |  |                                |
|                      |                                  |  |                   |                                           |  |  |  |  |  |  |  |                                |
|                      |                                  |  | Adolf I. Fridrich |                                           |  |  |  |  |  |  |  |                                |
|                      |                                  |  |                   |                                           |  |  |  |  |  |  |  |                                |
|                      | Gustav III. Švédský              |  |                   |                                           |  |  |  |  |  |  |  |                                |
|                      |                                  |  |                   |                                           |  |  |  |  |  |  |  |                                |
|                      |                                  |  |                   | Luisa Ulrika Pruská                       |  |  |  |  |  |  |  |                                |
|                      |                                  |  |                   |                                           |  |  |  |  |  |  |  |                                |
|                      | Gustav IV. Adolf                 |  |                   |                                           |  |  |  |  |  |  |  |                                |
|                      |                                  |  |                   |                                           |  |  |  |  |  |  |  |                                |
|                      |                                  |  |                   | Frederik V.                               |  |  |  |  |  |  |  |                                |
|                      |                                  |  |                   |                                           |  |  |  |  |  |  |  |                                |
|                      | Žofie Magdalena Dánská           |  |                   |                                           |  |  |  |  |  |  |  |                                |
|                      |                                  |  |                   |                                           |  |  |  |  |  |  |  |                                |
|                      |                                  |  |                   | Luisa Hannoverská                         |  |  |  |  |  |  |  |                                |
|                      |                                  |  |                   |                                           |  |  |  |  |  |  |  |                                |
|                      | Žofie Vilemína Švédská           |  |                   |                                           |  |  |  |  |  |  |  |                                |
|                      |                                  |  |                   |                                           |  |  |  |  |  |  |  |                                |
|                      |                                  |  |                   | Karel Fridrich Bádenský                   |  |  |  |  |  |  |  |                                |
|                      |                                  |  |                   |                                           |  |  |  |  |  |  |  |                                |
|                      | Karel Ludvík Bádenský            |  |                   |                                           |  |  |  |  |  |  |  |                                |
|                      |                                  |  |                   |                                           |  |  |  |  |  |  |  |                                |
|                      |                                  |  |                   | Karolína Luisa Hesensko-Darmstadtská      |  |  |  |  |  |  |  |                                |
|                      |                                  |  |                   |                                           |  |  |  |  |  |  |  |                                |
|                      | Frederika Dorotea Bádenská       |  |                   |                                           |  |  |  |  |  |  |  |                                |
|                      |                                  |  |                   |                                           |  |  |  |  |  |  |  |                                |
|                      |                                  |  |                   | Ludvík IX. Hesensko-Darmstadtský          |  |  |  |  |  |  |  |                                |
|                      |                                  |  |                   |                                           |  |  |  |  |  |  |  |                                |
|                      | Amálie Hesensko-Darmstadtská     |  |                   |                                           |  |  |  |  |  |  |  |                                |
|                      |                                  |  |                   |                                           |  |  |  |  |  |  |  |                                |
|                      |                                  |  |                   | Karolína Falcko-Zweibrückenská            |  |  |  |  |  |  |  |                                |
|                      |                                  |  |                   |                                           |  |  |  |  |  |  |  |                                |